# Czynnik transkrypcyjny
Czynnik transkrypcyjny jest białkiem wiążącym DNA na obszarze promotora bądź sekwencji wzmacniającej w specyficznym miejscu lub regionie, gdzie reguluje proces transkrypcji. Czynniki transkrypcyjne mogą być selektywnie aktywowane, bądź dezaktywowane przez inne białka, najczęściej na ostatnim etapie przekazywania sygnału w komórce. 

## Klasy czynników transkrypcyjnych
Ze względu na rodzaj mechanizmu regulacji transkrypcji wyróżnia się trzy klasy czynników transkrypcyjnych:
- Ogólne czynniki transkrypcyjne zaangażowane w tworzenie kompleksu preinicjacyjnego
- Wiodące czynniki transkrypcyjne nieregulowane białka wiążące się do nici wiodącej DNA przed miejscem inicjacji. Stymulują bądź inhibują proces transkrypcji
- Indukowalne czynniki transkrypcyjne podobne do wiodących czynników transkrypcyjnych, ale wymagają aktywacji bądź inhibicji.

## Motywy w czynnikach transkrypcyjnych
W czynnikach transkrypcyjnych występują motywy białkowe:
- Helisa-Zwrot-Helisa (HTH, ang. Helix-Turn-Helix) wiąże się do głównego rowka DNA
- Palec cynkowy strukturalna płaszczyzna dla procesu wiązania DNA
- Domena zasadowa bogata w aminokwasy zasadowe, odpowiada za wiązanie się z DNA
- Zamek leucynowy (ang. leucine zipper) wiąże między sobą czynniki transkrypcyjne
- Helisa-Pętla-Helisa (HLH, ang. Helix-Loop-Helix) odpowiada za dimeryzację